# Xenostega irrorata
Xenostega irrorata là một loài bướm đêm trong họ Geometridae.